# محمد الثامر
محمد صلاح الثامر لاعب كرة قدم سعودي و يلعب في خط الوسط.

## مسيرة اللاعب
لعب سابقاً في الفئات السنية في نادي هجر ولعب بعدها في نادي العمران.